# 木下陽子
木下 陽子（きのした ようこ、1947年 - ）は、朝鮮民主主義人民共和国の工作員で、1973年に埼玉県で起こった2児拉致事件の犯人。外国人登録名は洪寿恵（ホン・スヘ）。1977年以降、日本に帰化したものと考えられる。

## 人物・略歴
1947年（昭和22年）、長野県に住む在日韓国人の父親と日本人の母親の間に生まれた。国籍は大韓民国籍で、在日本朝鮮人総聯合会（朝鮮総連）とは関係を持たずに育った。成績優秀で琴をたしなむ大人しい女性で、県立長野県松本深志高等学校から青山学院大学文学部英文科へと進んだ。当時、朝鮮半島出身者向けの奨学金には在日本大韓民国民団（民団）系と朝鮮総連が共同で運営している朝鮮奨学会と、朝鮮総連中央の教育会が出す奨学金があったが、彼女が選んだのは総連中央の方だった。洪は、日本に「留学」する大学生として在日本朝鮮人留学生同盟（留学同）に入ったが、この組織は、両親のどちらかが日本人という学生が多く、日本籍や韓国籍の学生も少なくない。彼らは朝鮮大学校に通う朝鮮籍の若者とは異なり、海外での工作活動にむしろ好適で、北朝鮮工作機関の求める人材が多かった。
洪寿恵は1969年頃、朝鮮総連のいずれかの部署に配置されただろうと推定されている。そして、おそらくは20代前半の一時期に抜擢されて北朝鮮にわたり、工作員を受けたものと推定される。彼女はやがて、朝鮮労働党統一戦線部在日工作組織の「別働隊」（通称、「ふくろう部隊」）として動く北朝鮮工作員の幹部となった。「ふくろう部隊」は1968年頃、朝鮮労働党幹部の護衛や監視、主体思想の宣伝、対南工作、在日韓国人に対する工作などの任務を遂行するため、北朝鮮中央の方針に従ってつくられた組織で、仕切っていたのは高大基という人物であった。「ふくろう部隊」は朝鮮総連とは直接関連のない北朝鮮労働党の統一戦線部ラインの組織でり、在日側の責任者は朝鮮総連の金炳植第一副議長であった。なお、対南工作には拉致によるものも含んでいた。
洪寿恵は、金炳植が1971年に東京品川区五反田に設立した貿易会社「ユニバース・トレイディング」の設立当初からの役員（取締役）であった。ユニバース・トレイディング社は社員約30名で、表向きは主として貴金属の輸出の業務にあたっていたが、その実態は北朝鮮工作機関のフロント企業であり、社員のうち10名は北朝鮮の工作員であった。日本の公安警察の捜査員は「表向きは貿易業務だったが、目的は在日米軍の情報収集などの秘密工作や資金調達、海外の工作員との連絡だった。貿易会社は金も稼げるし、海外に出張しても自然だ。ちょうど良い偽装だった」と語っている。洪寿恵は、ビジネスではその才能を発揮したが、同僚たちは暴力的で衝動的な彼女を恐れていたという。しとやかだといわれた人柄は、厳しい訓練と思想教育により大きく変わってしまっていた。
金炳植は、建前上は「大衆団体」の朝鮮総連に、政治工作組織の活動を持ち込みすぎたとして一般活動家たちの反感を買い、結局、1972年10月、平壌に召還された。金炳植の信任厚く、その親衛隊長とも呼ばれていた高大基は1973年6月以降、行方不明となった。おそらくは金炳植の弁明のため北朝鮮に密航したものと思われる。洪寿恵は、「ふくろう部隊」を統括していた高大基が失踪した後、責任者の地位に就いたとみられる。そこに、行方不明となった夫を探すため、高大基の妻、渡辺秀子（当時32歳）が五反田のユニバーストレイディング社を訪れた。
公安警察の捜査によれば、渡辺秀子および彼女と高大基の間の2人の子、高敬美（当時6歳）と高剛（当時3歳）は1974年6月、洪寿恵らにより拉致された。ユニバース・トレイディングが北朝鮮工作機関のダミー会社であることが発覚するのを恐れて親子3人を監禁したものと思われる。そして，幼い姉弟は、福井県小浜市の岡津海岸から工作船で北朝鮮に連行されたと考えられる。渡辺秀子本人の行方は分かっておらず、洪寿恵の命令で殺害され、遺体が海に遺棄された可能性がある。1977年以降、洪寿恵は日本に帰化し、木下陽子を名乗るようになった。1981年（昭和56年）5月6日、木下陽子は夫の西村智亮とともに成田国際空港からウィーンに向けて出国した。以後は朝鮮名を名乗り、北朝鮮の工作員として活動を続けていたとみられる。
日本の警察が母子失踪の実態解明に動いたのは2007年（平成19年）になってからであった。現在、洪寿恵こと木下陽子については逮捕状の発付を得て国際手配を行うとともに、北朝鮮に対し、警察庁を通じて、身柄の引き渡しを要求している。